# Thomas Nugent
Thomas Nugent (vers 1700 - 1772) est un écrivain voyageur irlandais.
Il est principalement connu pour son guide de voyage intitulé Grand Tour, qui décrit le tour d'Europe que de nombreux Britanniques aisé avaient alors coutume d'effectuer. Ce guide en 4 volumes, édité à Londres, connu trois éditions successives, en 1749, 1756 et 1778.
Il a traduit de nombreux ouvrages, du français (dont une traduction très importante de l'Esprit des Lois de Montesquieu, Londres, 1750), et de l'italien, dont une vie de Benvenuto Cellini, œuvre du médecin florentin Antonio Cocchi (1728; trad. anglaise, 1771).
Il est décédé à Gray Inn, à Londres, le 27 avril 1772.

## Ses œuvres
- The grand tour: containing an exact description of most of the cities, towns and remarkable places of Europe. Together with a distinct account of the post-roads and stages, with their respective distances, through Holland, Flanders, Germany, Denmark, Sweden, Russia, Poland, Italy, France, Spain, and Portugal. Likewise directions relating to the manner and expence of travelling from one place to another. As also occasional remarks on the Present State of Trade, as well as of the Liberal Arts and Sciences, in each respective Country...., Londres,  S. Birt et al., 1749, 4 vol.
- Un Dictionnaire portatif français-anglais et anglais-français [ Pocket Dictionary of French and English, In two parts. I. French and English. II. English and French ](1767) qui a eu de nombreuses d'éditions.
- Travels in Germany, 2 vols., 1768;  cet ouvrage prend la forme de lettres adressées à un correspondant imaginaire.
- History of Vandalia, 3 vols., 1766-1773 ; trad. fr,  Histoire de la Vandalie, 1776.

## Source
Marie-Nicolas Bouillet  et Alexis Chassang (dir.), « Thomas Nugent » dans Dictionnaire universel d’histoire et de géographie, 1878 (lire sur Wikisource)
Alfred Webb, A Compendium of Irish Biography, Comprising Sketches of Distinguished Irishmen, Eminent Persons Connected With Ireland By Office Or By Their Writings, Dublin, 1878